# کویاته
کویاته (به لهستانی:  Kujaty) یک روستا در لهستان است که در گمینا شراکوویتسه واقع شده‌است.
 کویاته  ۱۲۸ نفر جمعیت دارد.